# Мухаррак (мухафаза)
Мухаррак (араб. محافظة المحرق‎) — одна из четырёх мухафаз королевства Бахрейн. В настоящее время совпадает с муниципалитетом Мухаррак и включает остров Мухаррак и несколько мелких островов, а также искусственный архипелаг Амвадж. В состав мухафазы вошёл бывший муниципалитет Хадд, расположенный на южной оконечности острова.
В центре Мухаррака располагаются наиболее старые постройки королевства, в настоящее время арендуемые иностранными рабочими. Многие здания представляют исторический интерес, в том числе дом Шейха Исы бин Али, дом Сияда, бадгиры, квартал с домом журналиста Абдуллы Аль-Заида, а также форт Арад.
Администрацию обвиняют в том, что на реставрацию объектов истории выделяется недостаточно средств, хотя они могли бы стать туристическими достопримечательностями. Глава салафистской партии Асала, Ганим Аль-Буанин, отреагировав на новость о том, что правительство решило вложить 5 млн бахрейнских динаров в восстановление памятников истории, сказал, что эта сумма слишком мала, в действительности требуется выделить от 50 до 100 млн бахрейнских динаров. Доктор Али Ахмед из партии Аль-Менбар указал, что усилия по сохранению истории Бахрейна не были успешными из-за плохого планирования и общественного невнимания к государственным инициативам.
Представитель местного совета Маджид Карими получил международную известность в 2005 году, когда возглавляема им исламистская партия Аль-Вефак во время избирательной кампании предложила запретить манекены, демонстрирующие женское бельё, назвав их в качестве причины увеличения числа разводов. В то же время Салех Аль-Джаудер, представитель в местном совете партии Аль-Менбар, начиная избирательную кампанию 2006 года с объявления, что Совет ответит на жалобы о подглядывание путём установки во всех многоэтажных зданиях стёкол односторонней прозрачности.
На острове Мухаррак находится Международный аэропорт Бахрейна. Депутаты местного совета от партии Асала требуют перенести аэропорт за пределы мухафазы, поскольку шум самолетов мешает местным жителям.